# Melissa Monet
Melissa Monet (Staten Island, Nueva York; 16 de julio de 1964) es una actriz pornográfica, directora y guionista estadounidense.

## Biografía
Melissa Monet, nombre artístico de Mindy DeBaise, nació en el borough neoyorquino de Staten Island, en julio de 1964, en una familia alemana, austríaca, italiana y judía asquenazí. Comenzó trabajando como contable en un fondo común de inversión en la ciudad de Nueva York. Llegó a trabajar como prostituta durante la década de 1980 antes de entrar en la industria.
Ingresó en la industria en julio de 1994, con 30 años de edad. Al igual que otras tantas actrices que comenzaron con más de treinta años en la industria, por su físico, edad y atributos fue etiquetada como una actriz MILF.
Como actriz, trabajó para estudios como Forbbiden Films, Metro, VCA Pictures, Wicked Pictures, Vivid, Girlfriends Films, Evil Angel, Elegant Angel, Mile High, Pleasure, Sweetheart Video u Odyssey, entre otros.
También, al poco tiempo de comenzar a rodar sus primeras películas como actriz, Monet se interesó por el trabajo detrás de las cámaras, llegando a hacerse directora y productora de películas grabadas, en sus inicios, en exclusividad para la compañía Spice Channel y, posteriormente para Second Chances y Sweetheart Video.
En el aspecto como directora, Melissa Monet llegó a grabar un total de 20 películas, como Bludreams 2, Girls Kissing Girls 15, Lesbian Babysitters 12, Mother Lovers Society 11, Second Chances o Shades Of Pink.
También ha visto reconocida su labor con dos nominaciones, en 2005 y 2006, en categorías técnicas de los Premios AVN: a Mejor guion por Killer Sex and Suicide Blondes y a Mejor dirección artística por Camp Cuddly Pines Powertool Massacre.
En su parcela como actriz, estuvo nominada en tres ocasiones en categorías actorales en los Premios AVN. En 2010 fue nominada a Mejor actriz por su papel en My Daughter's Boyfriend. Un año más tarde, por su trabajo en River Rock Women's Prison, fue nominada a Mejor actriz de reparto y a la Mejor escena de sexo lésbico, junto a Justine Joli.
Decidió retirarse como actriz en 2014, si bien aguantó como directora un año más. Como actriz llegó a grabar un total de 207 películas.

## Premios y nominaciones
| Año  | Ceremonia   | Resultado | Premio                       | Trabajo                              |
| ---- | ----------- | --------- | ---------------------------- | ------------------------------------ |
| 2005 | Premios AVN | Nominada  | Mejor guion                  | Killer Sex and Suicide Blondes       |
| 2006 | Premios AVN | Nominada  | Mejor dirección artística    | Camp Cuddly Pines Powertool Massacre |
| 2010 | Premios AVN | Nominada  | Mejor actriz                 | My Daughter's Boyfriend              |
| 2011 | Premios AVN | Nominada  | Mejor actriz de reparto      | River Rock Women’s Prison            |
| 2011 | Premios AVN | Nominada  | Mejor escena de sexo lésbico | River Rock Women's Prison            |